# Thecotheus
Thecotheus Boud. – rodzaj grzybów z typu workowców (Ascomycota).

## Systematyka i nazewnictwo
Pozycja w klasyfikacji według Index Fungorum: Ascobolaceae, Pezizales, Pezizomycetidae, Pezizomycetes, Pezizomycotina, Ascomycota, Fungi.
Takson utworzył Jean Louis Émile Boudier w 1869 r. Synonimy:
- Ascophanella Faurel & Schotter 1965
- Ascophanopsis Faurel & Schotter 1965

Gatunki występujące w Polsce
- Thecotheus holmskjoldii (E.C. Hansen) Chenant. 1918[3]
- Thecotheus pelletieri (P. Crouan & H. Crouan) Boud. 1869[3]
- Thecotheus rivicola (Vacek) Kimbr. & Pfister 1973[4]

Nazwy naukowe na podstawie Index Fungorum. Wykaz gatunków według M.A. Chmiel i innych.